# Янгол з мечем
Янгол з мечем (англ. «Angel with the Sword») — науково-фентезійний роман американської письменниці Керолайн Дж. Черрі, вперше опублікований у 1985 році DAW букс. Події в романі Черрі розгортаються у всесвіті Союзу–Альянсу, крім того, твір є першою книгою в спільному всесвіті міжавторської серії «Ночі Меровінґена».

## 
«Янгол з мечем» є периферійним по відношенню до основної історії всесвіту Альянсу-Союзу Черрі.
Головна героїня роману — Альтаїр Джоунз — «канальщиця» у місті Меровінген, місті з водяним каналом, дуже схожому на земну Венецію, у світі Меровін, де суспільство розділене за класовою ознакою між нижніми та верхніми містами. Їй сімнадцять, вона сирота і володарка власної долі. Як і всі канальщики Меровінгена, вона бідна, веде життя та має роботу, якої вистачає лише на харчування, взявшись за роботу, перевозячи вантаж по каналах міста. Коли вона стає свідком того, як невідомого чоловіка скидають з мосту, всупереч здоровому глузду, Альтаїр рятує, перш ніж він потоне, невідомого непритомного чоловіка з каналу біля її човна. Вона зачарована гарною зовнішністю та елегантністю Мондрагона і починає в нього закохуватися. Незважаючи на те, що вона знає, що у такого «водяного пацюка», як вона, немає майбутнього з таким чоловіком, вона вирішує стежити за ним і врятувати його від його ворогів. Через порятунок цього красеня вона опиняється втягненою в політичну боротьбу між релігіями, політичними партіями та плутократами Меровіна, а його вороги виявляються найвпливовішими людьми у верхньому місті…
Черрі добре відома своєю майстерністю у створенні складних і правдоподібних суспільств і світів, як показано в багатосторінковому додатку до цієї книги з картами та нарисами, які охоплюють усе, від історії Меровінгена до його грошової системи. Вони поміщають події в Меровінгені в планетарний контекст, а сам світ Меровіна — в галактичний контекст, а також детально описують флору, фауну, звичаї, одяг тощо. Приблизно за шістсот років до подій історії Меровін був нелегально заселені колоністами з Союзу. Усе йшло добре протягом кількох десятиліть, а потім з'явилися колишні мешканці світу, шарри, і вимагали виселення людей-колоністів. Більшість пішли, але деякі втекли на пагорби — з причин, які, ймовірно, більше завдячують романтизованому піонерському духу США, ніж будь-якому переконливому обґрунтуванню у всесвіті. Шарри знищили кожне людське місто на планеті, а потім залишили її. Останні вижилі заселили руїни, поступово заново відкривали цивілізацію.
Ця ретельна передісторія проявляється в реальності описів міста, через які читачі можуть майже відчути гнилу вогкість каналів. У сюжеті є деякі прогалини, ніколи не до кінця зрозуміло, чому переслідували Мондрагона, але захоплюючі переслідування на човнах і бійки з різними зловмисниками прискорюють розвиток історії. Альтаїр — дівчина-жінка, наполовину мудра, наполовину наївна, але сповнена хоробрості та чесності, яка повинна сподобатися підлітковим фанатам наукової фантастики.

## Прийом критиків
Дейв Ленґфорд зробив рецензію на «Янгол з мечем» для «Білий гном» № 91 і заявив, що сюжет роману «спритно просувається до непереконливого кінця на сторінці 250: останні п'ятдесят сторінок є зайвими додатками, картами тощо, що вказує не просто на продовження, а й на значну сміливість.»
Аєн Сейлз визнає, що це його улюблений з романів Черрі, і перечитування його для рецензування лише нагадало мені, який шарм він має. Хоча і зазначає, що «у самому романі „Янгол з мечем“ небагато такого, що робить оповідь науковою фантастикою. Меровінген, місто, яке затоплювалося так часто і настільки, що тепер стало схожим на Венецію, могло б так само легко бути, ну, Венецією. І політично-релігійні угруповання, які керують сюжетом роману, хоч і є унікальними для нього та пов'язані з історією майбутнього Союзу-Альянсу Черрі, насправді не є необхідними в такій формі, щоб історія спрацювала. Але Черрі вирішила написати роман як наукову фантастику, і ця книга стала популярною в її творчості — можливо, як через місце дії, так і через головного героя.»
Також він зазначає, що «у сюжеті „Янгола з мечем“ цього достатньо, щоб зрозуміти приналежність до фантастики, але Черрі додає тридцять чотири сторінки додатків і карт», на противагу Ленґфорду, підкреслюючи їх важливість.